# عملية دراغون
عملية دراغون (بالإنجليزية: Operation Dragoon) (سُميت في البداية عملية أنفيل) هي الاسم الرمزي لعمليّة الإنزال البحري التي أجراها الحلفاء إبان غزو منطقة بروفنس (جنوب فرنسا) في 15 أغسطس عام 1944. خطط الحلفاء في البداية لإجراء العملية بالتزامن مع عملية أوفرلورد، وهي عملية الإنزال في نورماندي، لكن غياب الموارد المتاحة أدى إلى إلغاء الإنزال الثاني. بحلول شهر يوليو عام 1944، برز الاهتمام مجددًا بعملية الإنزال بعد انسداد موانئ نورماندي وعدم قدرتها على إمداد قوات الحلفاء بالموارد اللازمة. في نفس الوقت، طالبت القيادة الفرنسية العليا إحياء العملية مجددًا والاعتماد على عدد كبير من الجنود الفرنسيين. جراء ذلك، وافق الحلفاء في شهر يوليو على تنفيذ العملية خلال شهر أغسطس.
كان الهدف من الغزو تأمين الموانئ الحيوية على الساحل الفرنسي المطل على البحر المتوسط، وزيادة الضغط على القوات الألمانية عبر فتح جبهة جديدة. بعد إجراء عمليات كوماندو (مغاوير) تمهيدية، أُنزل الفيلق الأمريكي السادس على سواحل الريفييرا الفرنسية، بحماية من قوة بحرية كبيرة، عقبها إنزال عدد من فرق الجيش الفرنسي الأول. واجه الحلفاء قوات متفرقة من مجموعة الجيوش الألمانية ج، لكن الأخيرة أصابها الضعف جراء إعادة تموضع بعض فرقها ونقلها إلى جبهات أخرى، واستبدال جنودها بجنود كتائب جحافل الشرق، وجحافل الشرق وحدات أقل رتبة مجهزة بمعدات قديمة.
تعرّضت القوات الألمانية الضعيفة إلى هزيمة ساحقة جراء تفوّق سلاح جو الحلفاء، والانتفاضة واسعة النطاق التي قادتها المقاومة الفرنسية. انسحب الألمان شمالًا عبر وادي نهر الرون بهدف تشكيل خط دفاعي ثابتٍ في ديجون. تمكنت الوحدات المتنقلة التابعة لقوات الحلفاء من تجاوز الألمان وقطع الطريق جزئيًا على الألمان في بلدة مونتيليمار. انتهت المعركة التالية بحالة من الجمود، فلم يتمكن الطرفان من تحقيق تقدّم حاسم. أخيرًا، استطاع الألمان استكمال عملية الانسحاب والتقهقر بعيدًا عن البلدة. أثناء انسحاب الألمان، تمكّن الفرنسيون من الاستيلاء على مرفئي مارسيليا وتولون الهامين، وإدخالهما في الخدمة بعد فترة قصيرة.
لم يتمكن الألمان من الحفاظ على ديجون، وطُلب من الجنود المرابطين الانسحاب التام من جنوب فرنسا. تقهقرت مجموعة الجيوش الألمانية ج إلى الشمال، لكن قوات الحلفاء استمرت بالمطاردة. توقف القتال في نهاية المطاف عند جبال الفوج، حيث تمكنت القوات الألمانية من تشييد خط دفاعي مستقر. التقت قوات الحلفاء بالوحدات المكلفة بتنفيذ عملية أوفرلورد، واحتاجت القوات إلى عملية إعادة التنظيم، وبالنظر إلى المقاومة الألمانية القوية التي تواجهها، توقفت عملية الهجوم في 14 سبتمبر. حققت عملية دراغون النجاح بنظر الحلفاء، فهي التي أتاحت تحرير معظم جنوب فرنسا خلال 4 أسابيع فقط، وإلحاق خسائر فادحة في صفوف القوات الألمانية، على الرغم من هروب جزء كبير من وحدات النخبة الألمانية. دخلت الموانئ الفرنسية حيّز الخدمة بعد الاستيلاء عليها، فتمكّن الحلفاء من حلّ مشاكل الإمدادات على الفور.

## خلفية

### تمهيد
عُرفت عملية دراغون باسم عملية «أنفيل» في المراحل الأولى من التخطيط، وكانت عملية متممة لعملية المطرقة، والأخيرة هي الاسم الرمزي لغزو نورماندي. أُعيدت تسمية كلتا العمليتين لاحقًا، فأطلق الحلفاء على عملية المطرقة اسم «عملية أوفرلورد»، ودُعيت الأولى بـ«عملية دراغون». كان الجنرال جورج مارشال أول من ابتكر فكرة غزو جنوب فرنسا عام 1942، ومارشال هو رئيس أركان جيش الولايات المتحدة. أبدى جوزيف ستالين دعمه للعملية إبان مؤتمر طهران في أواخر عام 1943. دافع ستالين، خلال نقاش مع الرئيس الأمريكي فرانكلين روزفلت، عن عملية دراغون باعتبارها جزءًا أساسيًا ملازمًا لعملية أوفرلورد، وفضّل ستالين إنزال قوات الحلفاء في أقصى الغرب بدلًا من مكان إنزال بديلٍ في البلقان، معتبرًا البلقان منطقة خاضعة لنفوذه. أصر مارشال على إدراج العملية ضمن التخطيط الاستراتيجي، وارتأى روزفلت أن إلغاء العملية أمرٌ غير مستساغ.
أثارت عملية دراغون الجدل منذ لحظة اقتراحها. أحدثت العملية خلافًا بين القيادتين العسكريتين الأمريكية والبريطانية. عارض ونستون تشرشل العملية بناءً على تحويلها الموارد العسكرية التي من الأفضل استخدامها في عمليات الحلفاء ضمن إيطاليا. فضّل تشرشل شن الغزو من مناطق البلقاء المنتجة للنفط. برر تشرشل مخططه باعتبار أن الهجوم على البلقاء سيحرم الألمان من البترول، ويؤخر تقدّم الجيش الأحمر، ويضمن للحلفاء موقفًا أفضل أثناء المفاوضات في أوروبا ما بعد الحرب، وبالتالي تحقيق كل تلك الامتيازات بضربة واحدة.
أثناء مراحل التخطيط الأولى، قرر الحلفاء إجراء العمليتين بالتزامن مع بعضهما -عملية أوفرلورد في نورماندي وعملية أنفيل في جنوب فرنسا. لاحقًا، أدرك الحلفاء أن الإنزال الثنائي غير قابل للتنفيذ باستخدام القوات المتاحة. تطلّب زيادة عدد القوات المشاركة في عملية أوفرلورد، من 3 فرق إلى 5، المزيد من سفن إنزال الدبابات، لكن الحلفاء احتاجوا تلك السفن لتنفيذ عملية أنفيل. في المقابل، أدى الإنزال برمائي للحلفاء في أنسيو الإيطالية إلى معركة فاشلة، ما دفع بالحلفاء إلى تأجيل عملية أنفيل للأسباب سابقة الذكر.
بعد إنزال نورماندي، تزايد اهتمام مخططي الحلفاء بإعادة إحياء عملية أنفيل، وبدت الأخيرة خطة جذابة. لم تمتلك موانئ نورماندي سعة كافية لتدبير احتياجات الحلفاء من الإمدادات، ومارس الجنرالات الفرنسيون، تحت قيادة شارل ديغول، مزيدًا من الضغوط كي يشنّ الحلفاء هجومًا مباشرًا على جنوب فرنسا بمشاركة القوات الفرنسية.  أدت تلك العوامل إلى إعادة النظر في الخطة. على الرغم من اعتراضات تشرشل، أجاز أركان الحرب المشترك العملية في 14 يوليو، وغيّر اسمها إلى عملية دراغون في 1 أغسطس. حُدد موعد الإنزال في 15 أغسطس.
عارض تشرشل، ورؤساء أركان الحرب البريطانيين أيضًا، عملية دراغون بدلًا من تعزيز الحملة في إيطاليا عبر الاستيلاء على ترييستي والإنزال في شبه جزيرة إستريا، ثم الزحف عبر فتحة ليوبليانا للوصول إلى النمسا والمجر. في 4 أغسطس، اقترح تشرشل تغيير مكان الإنزال إلى ساحل بروتاني، على الرغم من اقتراب موعد العملية (أقل من أسبوعين على تنفيذها). عارض آيزنهاور -بدعمٍ من روزفلت الذي كان على موعدٍ مع حملته الانتخابية لعام 1944 بعد أقل من 4 أشهر- تحويل هذا العدد الكبير من القوات إلى البلقان، وأصر على موقفه المؤيد للخطة على الرغم من تعرضه لكثير من الانتقادات التي شنها تشرشل في 5 و9 أغسطس.

### التخطيط
تجسّدت الأهداف الرئيسة من عملية دراغون في تأمين مينائي مارسيليا وتولون المهمين، وتكمن أهميتهما في توفير المؤن والإمدادات اللازمة لقوات الحلفاء في فرنسا، والتي أخذت أعدادها في النمو والتزايد. توخى مخططو الحلفاء الحذر، وأخذوا بعين الاعتبار الدروس التي تعلموها من إنزالي نورماندي وأنسيو. اختار الحلفاء موقعًا لا يشمل مرتفعات خاضعة لسيطرة الفيرماخت، وتلك ظروف أدت إلى خسائر كبيرة بعد الإنزال الأولي في شاطئ أوماها ضمن نورماندي. اختار الحلفاء موقع الإنزال في منطقة ضمن إقليم فار على الساحل الشرقي من تولون. خططوا تنفيذ حملة جوية أولية لعزل ساحة المعركة، وتدمير عدد من الجسور المهمة لقطع الطريق على الألمان وحرمانهم من وصول التعزيزات. خطط الحلفاء لإنزال قوات مجوقلة ضخمة في مركز منطقة الإنزال الرئيسية كي يتمكنوا من الاستحواذ على المرتفعات المطلة على الشاطئ بسرعة. بالتوازي مع عملية الغزو تلك، طُلب من عدة وحدات مغاوير الاستيلاء على الجزر قبالة الساحل.